# Breekbout

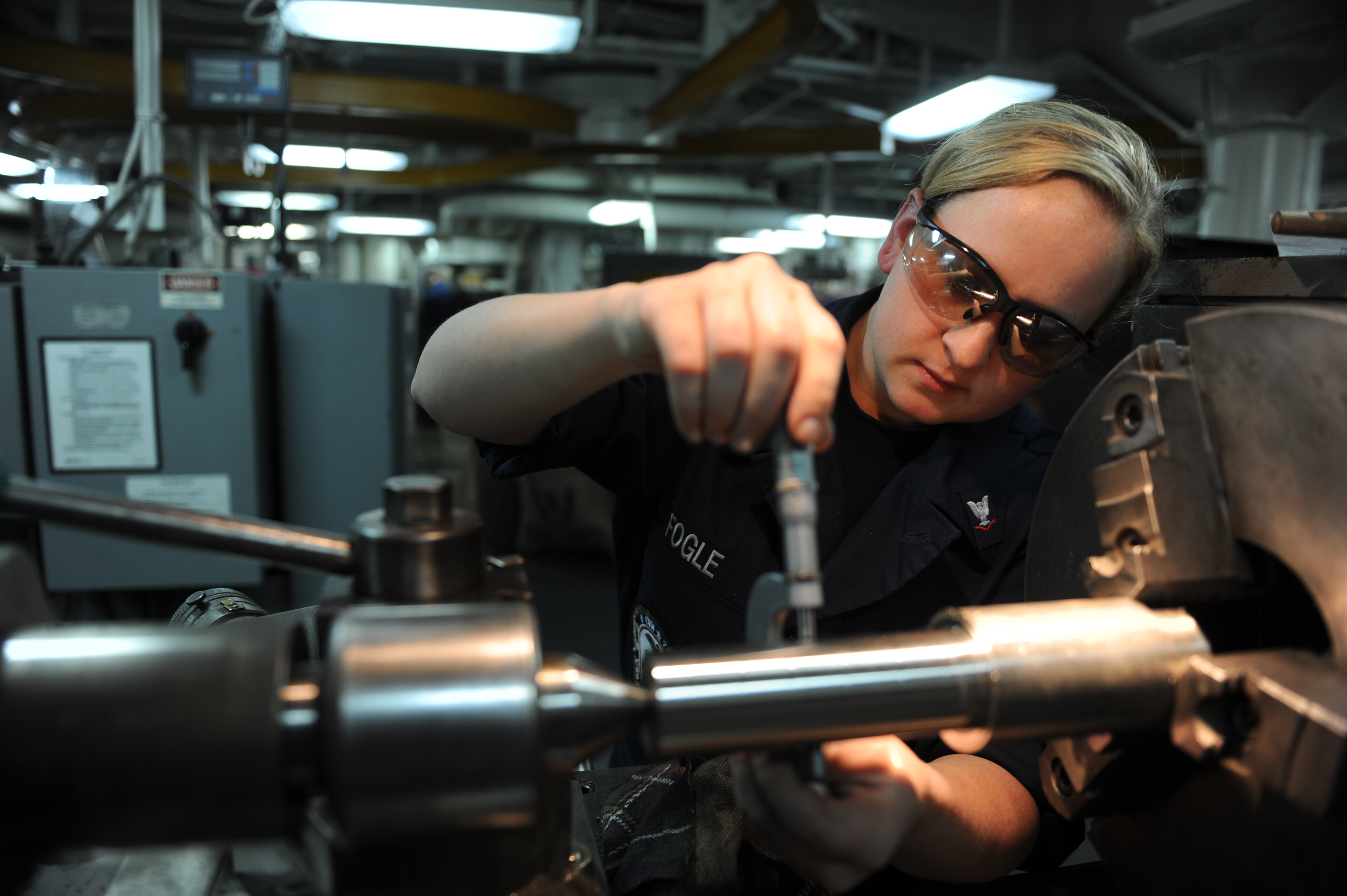
Een matroos controleert de diameter van een breekpen aan boord van de USS John C. Stennis

Een breekpen of breekbout is een veiligheidsvoorziening die is ontworpen om te breken in het geval van een mechanische overbelasting, bijvoorbeeld om te voorkomen dat kostbare onderdelen worden beschadigd. De breekbout wordt dus opgeofferd, en kan gezien worden als een mechanisch equivalent van een elektrische zekering.
In de consumentensfeer vindt men de breekpen gestoken door de as van een schroef bij een eenvoudige buitenboordmotor. Als het schip over een balk vaart of de schroef een steen onder water raakt breekt de breekpen en slaat er geen blad van de schroef af en wordt de motor niet beschadigd.